# San Felipe (Venezuela)
San Felipe, es la ciudad capital del Estado Yaracuy y del Municipio San Felipe, ubicada en la Cordillera del Interior, ramal de la Cordillera de la Costa en la Región Centroccidental, en donde se encuentra también el Parque nacional Yurubí. Su ubicación le permite a la ciudad tener un clima agradable, rodeado de la mejor exótica vegetación de Venezuela. Una de las mayores atracciones de la ciudad es el jardín botánico Parque de la Exótica Flora Tropical. 
Se calculó una población total para la ciudad de 161.308 habitantes, según el censo realizado por el Instituto Nacional de Estadísticas el 30 de junio de 2011. mientras que su Área Metropolitana (Conurbación de los municipios autónomos conformada principalmente por el Municipio San Felipe, Municipio Independencia  y el Municipio Cocorote se estimó una población de 323.771 habitantes aproximadamente.  
San Felipe se encuentra en una ubicación estratégica. Está ubicada a 270 km del Aeropuerto Internacional de Maiquetía Simón Bolívar en La Guaira y la capital venezolana, Caracas, a 90km de Puerto Cabello, Carabobo, a 80 km del Golfo Triste y a 85 km del Complejo de Refinería El Palito en Puerto Cabello, a 90 km de Barquisimeto, Lara, a 140 km de Acarigua, Portuguesa y a unos 160 km de Los Andes, límite del Estado Trujillo.
El Aeropuerto Internacional Subteniente Néstor Arias, es el principal terminal aéreo de la ciudad capital y Yaracuy, se encuentra situado en el Municipio Cocorote.
San Felipe es sede de la Universidad Politécnica Territorial de Yaracuy, con diversas ofertas para estudios superiores, técnicos y profesionales.
San Felipe es la sede principal de la Planta Ensambladora de Yutong en Latinoamérica, única y primera surcusal en Latinoamérica de la empresa privada china, fundada en Zhengzhou, Henan, China en 1963 con servicios de buses a nivel mundial.
El Parque de Recreación Embalse Cumaripa, se encuentra ubicado al suroeste de San Felipe, entre Chivacoa y Nirgua.
La Montaña de Sorte, sitio en honor a la deidad femenina venezolana, María Lionza y de fama nacional e internacional, se encuentra situada al suroeste de San Felipe, en la capital del Municipio Bruzual, Chivacoa, Yaracuy.

## Toponimia
San Felipe obtuvo su nombre oficialmente el 6 de noviembre de 1729 por el rey español Felipe V.
San FelipeEs el nombre oficial en español. San Felipe estuvo bajo diversas disputas para adquirir plena independencia y autonomía en su territorio. Del Rosario de Pueblos fundados a todo lo largo del Valle de Yaracuy, nombre de la población en aquel tiempo, San Felipe fue sin duda la más afectada y golpeada, tanto por el capricho de los hombres, como por la furia de la naturaleza. En 1812, San Felipe fue víctima de un terremoto que la dejó bajo ruinas y la devastó. En 1729, obtiene la Cédula real otorgada por el rey español Felipe V para poder convertirse en ciudad, siendo una de las ciudades más antiguas de Venezuela.
Dictadura de Nueva Segovia de BarquisimetoEn 1938, fue publicada la obra titulada, "Orígenes y desarrollo de San Felipe, El Fuerte", escrita por el médico, científico y escritor venezolano Plácido Rodríguez, en donde cuenta el origen de San Felipe, en dicho relato, cuenta que en la parte noroeste de San Felipe, se agruparon los primeros moradores de la antigua ciudad, construyendo sus viviendas y fundando haciendas y casas, construyendo un pueblo y para 1693 apareció consignado por primera vez con el nombre de Cerrito de Cocorote y como todos los pueblos que se fundaban en aquella época, estaban bajo la jurisdicción de Nueva Segovia de Barquisimeto. Por su parte, Manuel Rodríguez Cárdenas, afirmó que después del nacimiento de esta población en Yaracuy, nació un fuerte descontento por la jurisdicción de Nueva Segovia de Barquisimeto, por ese espíritu levantisco de sus moradores, este poblado que será célula matriz de San Felipe, sufrió una serie de vicisitudes. En 1710, fue afectada por orden directa y estricta de las autoridades de Nueva Segovia de Barquisimeto, quienes dieron orden de destruir las casas que fueron construidas en el poblado de Cerrito de Cocorote.
Siglo XVIIDurante el siglo XVII se encontraban construidas 25 casas y una iglesia, pero según el censo realizado por Santiago de la Parra, emisario de Marcos Francisco de Bethencourt y Castro, la región estuvo poblada por más de dos mil habitantes, la localidad había alcanzado un notable desarrollo y potencialidad agrícola en el país. Marcos Francisco de Bethencourt y Castro tras leer el informe dicta a su secretario una orden implacable de destruir cada una de las casas que se habían construido en el poblado: su orden se cumplió al pie de la letra, las casas fueron destruidas y los campos devastados. En 1721, los habitantes de la población, volvieron a reunirse en el poblado destruido y autorizados por los mismos que los habían expulsado, levantaron sus casas y comenzaron de nuevo la recuperación de la localidad. Asimismo, comenzó la lucha en contra de Nueva Segovia de Barquisimeto en el territorio por su independencia, en esta batalla, Nueva Segovia de Barquisimeto, incendiaron el poblado en la región, quedando destruida por tercera vez. Fue en ese trágico episodio que desapareció el Cerrito de Cocorote, pero sus testarudos moradores no detienen en su deseo de fundar un pueblo y lograr su propia autonomía e independencia de Barquisimeto, logran conseguir el apoyo de Fray Marcelino de San Vicente, quien los ayuda a obtener la Real cédula de Felipe V, otorgada el 6 de noviembre de 1729. Por la que se permitió la reconstrucción del Cerrito de Cocorote y se le erigía en ciudad, recibiendo por nombre, San Felipe. Posteriormente, la ciudad logró escapar del tutelaje de Nueva Segovia.
FundaciónSan Felipe fue fundada en Valle Hondo y fue llamada oficialmente, San Felipe, en homenaje al rey español Felipe V. Desde 1729 hasta 1812 la ciudad vivió un notable desarrollo y crecimiento, hasta el 26 de marzo de 1812, fue destruida por el Terremoto de 1812 de Venezuela, dejando miles de muertos y heridos. Al lado de sus ruinas humeantes, levantaron sus heroicos sobrevivientes de Yaracuy.

## Historia

### Origen de San Felipe

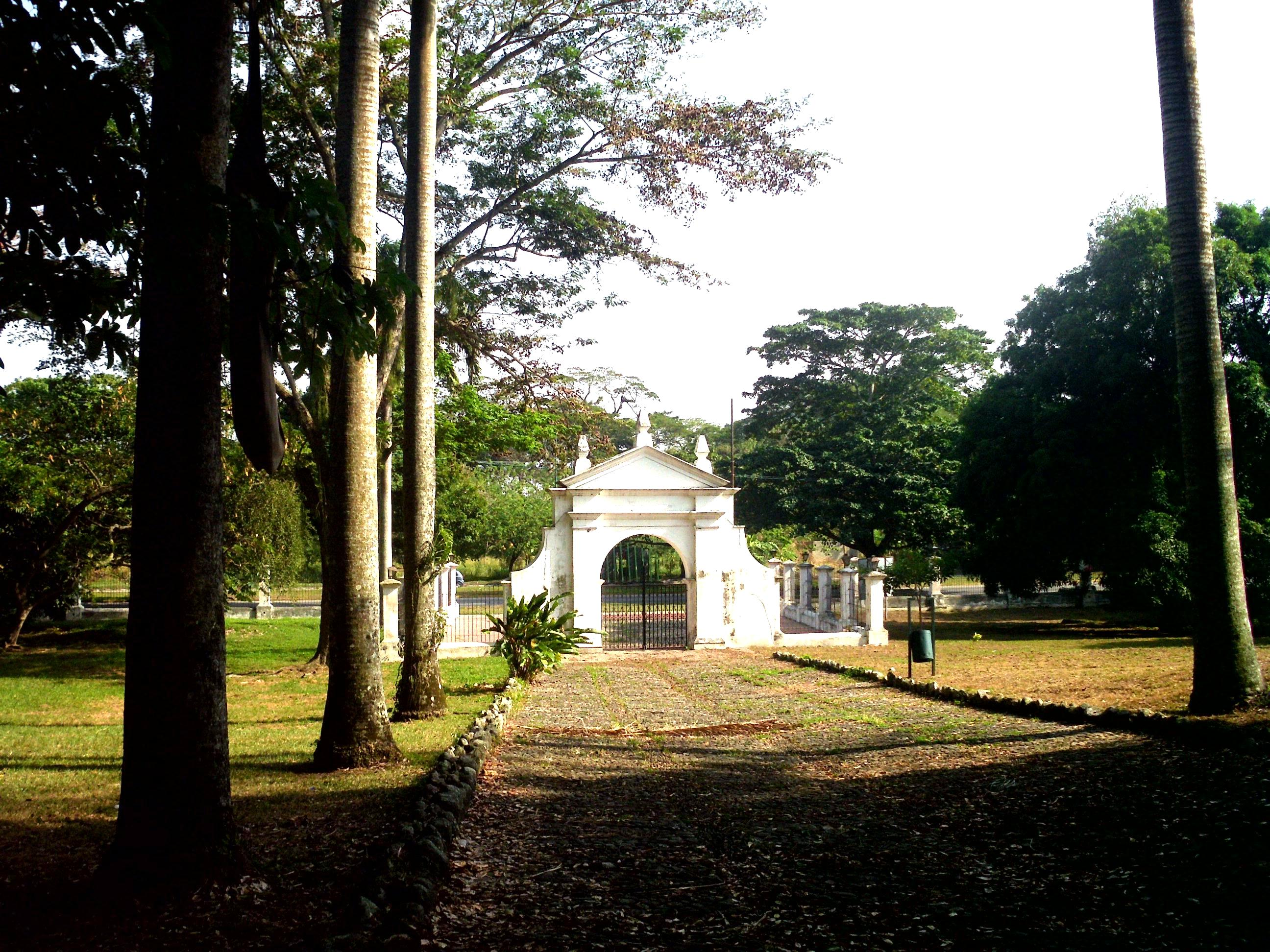
Parque Histórico Arqueológico San Felipe El Fuerte, sitio de interés público y cultural de la ciudad y para el Estado Yaracuy.

San Felipe fue fundada en 1556 por el español Juan de Villegas y se reconstruyó en 1812 tras ocurrido el Terremoto de 1812 de Venezuela. Está ubicada en la Región Centroccidental en Venezuela después de su fundación se convirtió en uno de los centros económicos más importantes del país por estar ubicada en una de las regiones agrícolas más ricas de Venezuela. 
La ciudad nació en la pequeña población de Cerritos de Cocorote formada a finales del siglo XVII. San Felipe sufrió la oposición de los cabildantes de Barquisimeto, en cuya jurisdicción territorial se encontraba San Felipe hasta 1729 cuando el rey de España, Felipe V dictó el 6 de noviembre de 1729 la Real Cédula para ortogar su título de ciudad, decisión que se materializó con la instalación del Cabildo el 3 de mayo de 1731.

### Geografía

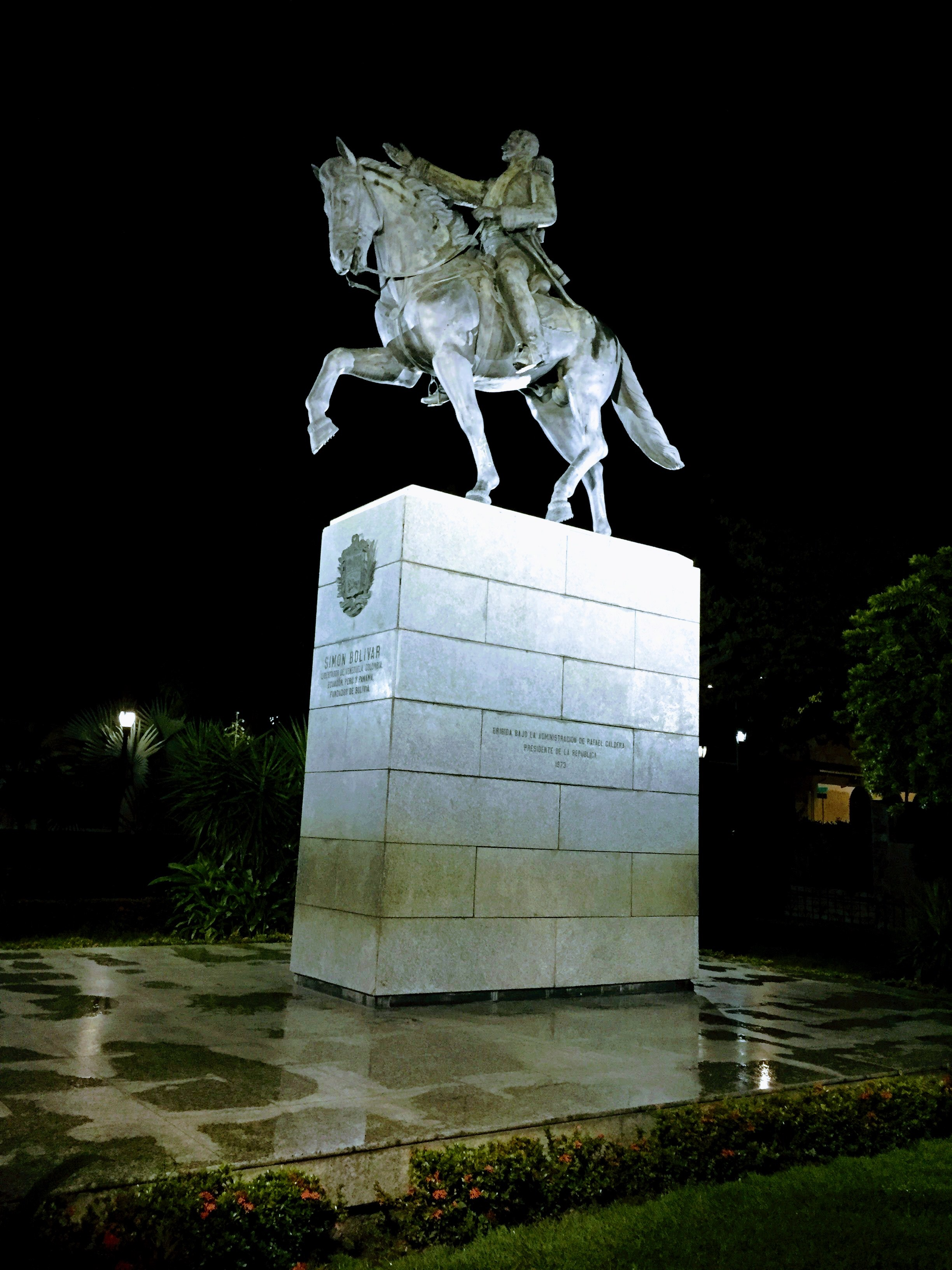
La Plaza Bolívar de San Felipe, situada en la Avenida Caracas frente a la Gobernación del Estado Yaracuy.

San Felipe se encuentra situada en la Cordillera del Interior, zona montañosa de la Cordillera de la Costa al norte del Cerro Chimborazo en la Sierra de Aroa, siendo su zona montañosa una de las características más notorias de la ciudad, la cual se puede ver desde casi todas las zonas residenciales de San Felipe. Las principales avenidades de San Felipe, la Avenida La Patria, la Avenida Yaracuy y la Avenida La Paz se encuentran ubicada en la parte alta de la ciudad, en ellas se encuentran el Hospital Central de San Felipe, el Batallón de Infantería Mecanizada José Antonio Anzoátegui y la Clínica I.E.Q San Ignacio en el Municipio San Felipe, también se encuentran ubicadas, el Complejo Residencial Caña Dulce, la Urbanización Los Sauces I y Los Sauces II y la Urbanización Prados del Norte en el Municipio Independencia y para la parte baja de la ciudad en la Avenida Libertador, la Avenida Panamericana y la Autopista Cimarrón Andresote, y por los alrededores de San Felipe, se encuentran ubicadas zonas residenciales como; la Ciudadela de San Felipe, proyecto del gobierno de Hugo Chávez, y zona residencial más grande de San Felipe y del Estado Yaracuy, bautizada en honor al político y militar venezolano, presidente de Venezuela desde el 2 de febrero de 1999 hasta su fallecimiento en 2013, Hugo Chávez Frías, la Urbanización San Antonio y la Urbanización San José en el Municipio San Felipe, entre otras zonas residenciales, como la Urbanización La Rosaleda, la Urbanización Los Mangos y la Urbanización El Parque en el Municipio Independencia y el Conjunto Residencial Santa Teresa y La Urbanización La Pradera en el Municipio Cocorote.
La ubicación de la ciudad de San Felipe es principalmente conocido como la Depresión Turbio-Yaracuy, flanqueada por la Sierra de Aroa (de suroeste a noreste forma parte del Sistema o Formación Coriana o Falcón-Lara-Yaracuy) y el Macizo de Nirgua (el cual pertenece al sistema o formación de la Cordillera de la Costa. Está depresión esta regada por el Río Yaracuy (140 km de longitud) y sus afluentes y su altura desciende a medida que se acerca al Mar Caribe (Golfo Triste, formando una llanura semi-deltaica en el eje constituido entre las desembocaduras de los Ríos Yaracuy y Aroa.

### Hidrografía
El pulmón natural de San Felipe es el Río Yurubí, situado en la zona norte de la ciudad, dentro del Parque nacional Yurubí y que nació en un angosto valle del parque, decretado el 18 de marzo de 1960 el quinto parque nacional más importante de Venezuela, el cual posee un ecosistema de bosques nublados, caducos y semicaducos,  con una extensión de 23.670 ha, en el cual también se encuentra el Área Recreativa Leonor Bernabó, con atractivos naturales que son visitados como sitio de esparcimiento, aun cuando en los últimos años, su caudal está siendo utilizado para satisfacer las necesidades de agua de la población sanfelipeña. El Río Yurubí es afluente del Río Yaracuy, perteneciente a la Cuenca del Caribe.

## Clima
El clima de la ciudad es clima oceánico con temperaturas medias anuales de 24,8 °C, con una mínima media de 18 °C y una máxima media de 29,8 °C, (aunque la ciudad se ha visto afectada por los efectos del «Acumulador urbano» y a causa del calentamiento global han incidido en un incremento de la temperatura) y precipitaciones medias anuales de 1750 mm según datos del Ministerio del Poder Popular para el Ecosocialismo.
| Parámetros climáticos promedio de San Felipe (Venezuela) | Parámetros climáticos promedio de San Felipe (Venezuela) | Parámetros climáticos promedio de San Felipe (Venezuela) | Parámetros climáticos promedio de San Felipe (Venezuela) | Parámetros climáticos promedio de San Felipe (Venezuela) | Parámetros climáticos promedio de San Felipe (Venezuela) | Parámetros climáticos promedio de San Felipe (Venezuela) | Parámetros climáticos promedio de San Felipe (Venezuela) | Parámetros climáticos promedio de San Felipe (Venezuela) | Parámetros climáticos promedio de San Felipe (Venezuela) | Parámetros climáticos promedio de San Felipe (Venezuela) | Parámetros climáticos promedio de San Felipe (Venezuela) | Parámetros climáticos promedio de San Felipe (Venezuela) | Parámetros climáticos promedio de San Felipe (Venezuela) |
| Mes                                                      | Ene.                                                     | Feb.                                                     | Mar.                                                     | Abr.                                                     | May.                                                     | Jun.                                                     | Jul.                                                     | Ago.                                                     | Sep.                                                     | Oct.                                                     | Nov.                                                     | Dic.                                                     | Anual                                                    |
| -------------------------------------------------------- | -------------------------------------------------------- | -------------------------------------------------------- | -------------------------------------------------------- | -------------------------------------------------------- | -------------------------------------------------------- | -------------------------------------------------------- | -------------------------------------------------------- | -------------------------------------------------------- | -------------------------------------------------------- | -------------------------------------------------------- | -------------------------------------------------------- | -------------------------------------------------------- | -------------------------------------------------------- |
| Temp. máx. media (°C)                                    | 28                                                       | 28                                                       | 31                                                       | 34                                                       | 33                                                       | 32                                                       | 34                                                       | 32                                                       | 32                                                       | 30                                                       | 29                                                       | 28                                                       | 30                                                       |
| Temp. mín. media (°C)                                    | 18                                                       | 18                                                       | 19                                                       | 21                                                       | 22                                                       | 22                                                       | 23                                                       | 23                                                       | 22                                                       | 20                                                       | 19                                                       | 19                                                       | 20                                                       |
| Lluvias (mm)                                             | 106                                                      | 110                                                      | 116                                                      | 122                                                      | 144                                                      | 155                                                      | 166                                                      | 171                                                      | 175                                                      | 186                                                      | 169                                                      | 130                                                      | 1750                                                     |
| Días de lluvias (≥ 1 mm)                                 | 11                                                       | 10                                                       | 11                                                       | 12                                                       | 15                                                       | 16                                                       | 16                                                       | 17                                                       | 19                                                       | 20                                                       | 18                                                       | 14                                                       | 179                                                      |
| Horas de sol                                             | 144                                                      | 151                                                      | 230                                                      | 251                                                      | 250                                                      | 244                                                      | 246                                                      | 236                                                      | 225                                                      | 216                                                      | 200                                                      | 175                                                      | 2568                                                     |
| [cita requerida]                                         |                                                          |                                                          |                                                          |                                                          |                                                          |                                                          |                                                          |                                                          |                                                          |                                                          |                                                          |                                                          |                                                          |

## Economía

### Desarrollo, sector agropecuario, empresas y bancos

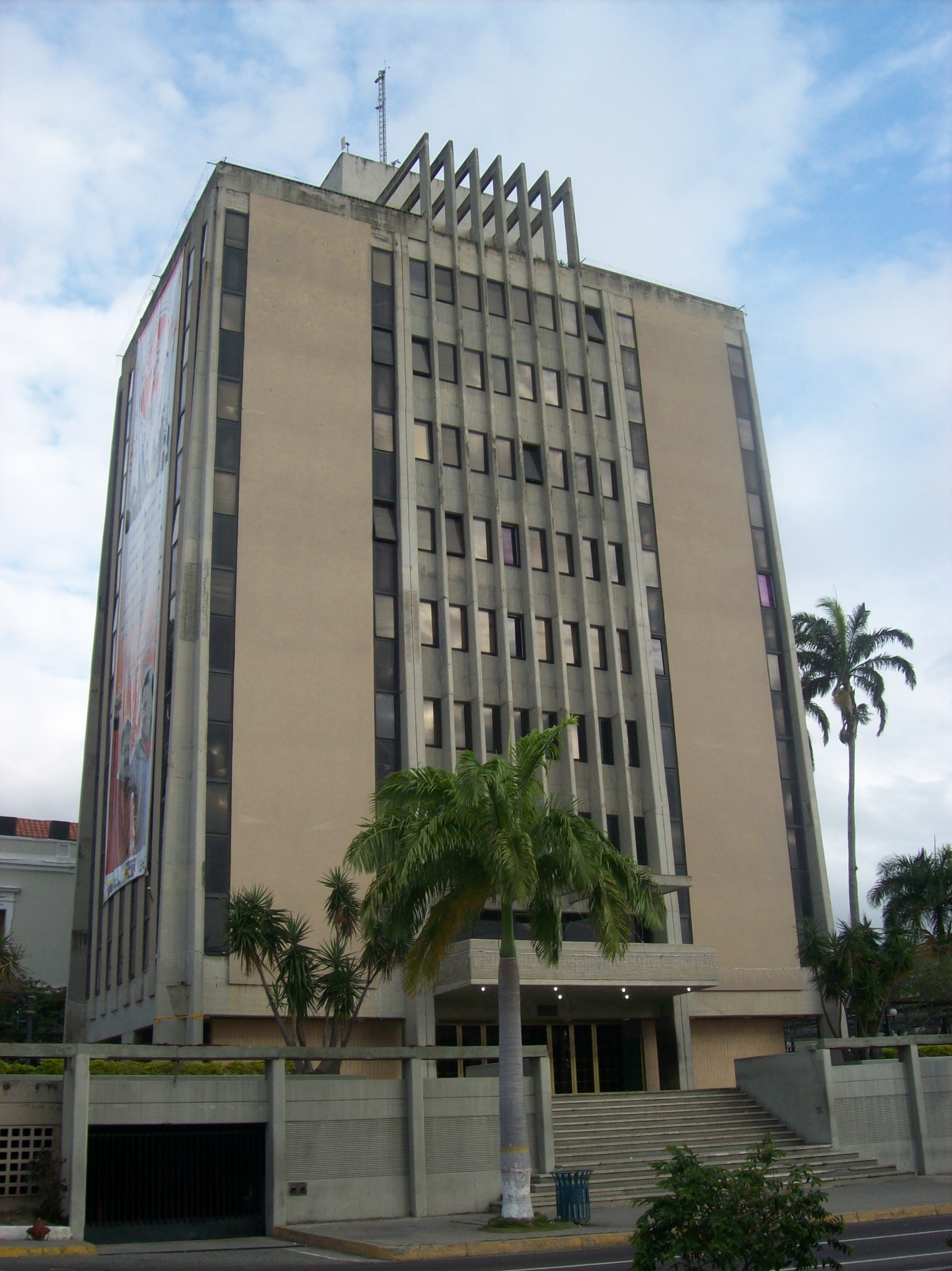
Edificio de Administración de la Gobernación del Estado Yaracuy, situado en la Avenida Libertador.

San Felipe cuenta con una Zona industrial en su Área Metropolitana, conformada principalmente por el Municipio San Felipe, el Municipio Independencia y el Municipio Cocorote, se encuentra en desarrollo y posee un gran potencial para la instalación de nuevas industrias. La ciudad exporta plátano, cambur, la yuca, el ocumo, el ñame y el quinchoncho.
También existen empresas del sector químico, farmacológico, juguetes, alimentos y productos asfálticos, pero el sector con más desarrollo es el de servicios, con una red bancaria pública y privada, en los cuales se encuentran el Banco Central de Venezuela, Banco Banesco, Banco Nacional de Crédito, Banco Bicentenario del Pueblo, Banco Provincial, Banco Fondo Común, Banco B.O.D, Banco del Tesoro y la institución financiera Bancaribe, y el sector de hotelería, restaurantes, comercio de mercancías varias como calzado, ropa, textiles, línea blanca y otras con mayor presencia en la Avenida Libertador y en el Municipio San Felipe y Municipio Independencia. 
San Felipe es unos de los núcleos industriales más importante de Venezuela, contando con empresas importantes a nivel nacional e internacional como Empresas Polar, Pastas Sindoni, Kellogg's, Stanhome Panamericana, Del Monte Foods, PepsiCo, Pepsi-Cola Venezuela, Coca-Cola, Farma Internacional, Eli Lilly and Company, Kromi Market, Makro, ente otras.
El 2 de diciembre de 2015, fue inaugurada en San Felipe la primera ensambladora de autobuses china Yutong en Venezuela y en Latinoamérica.

## Educación

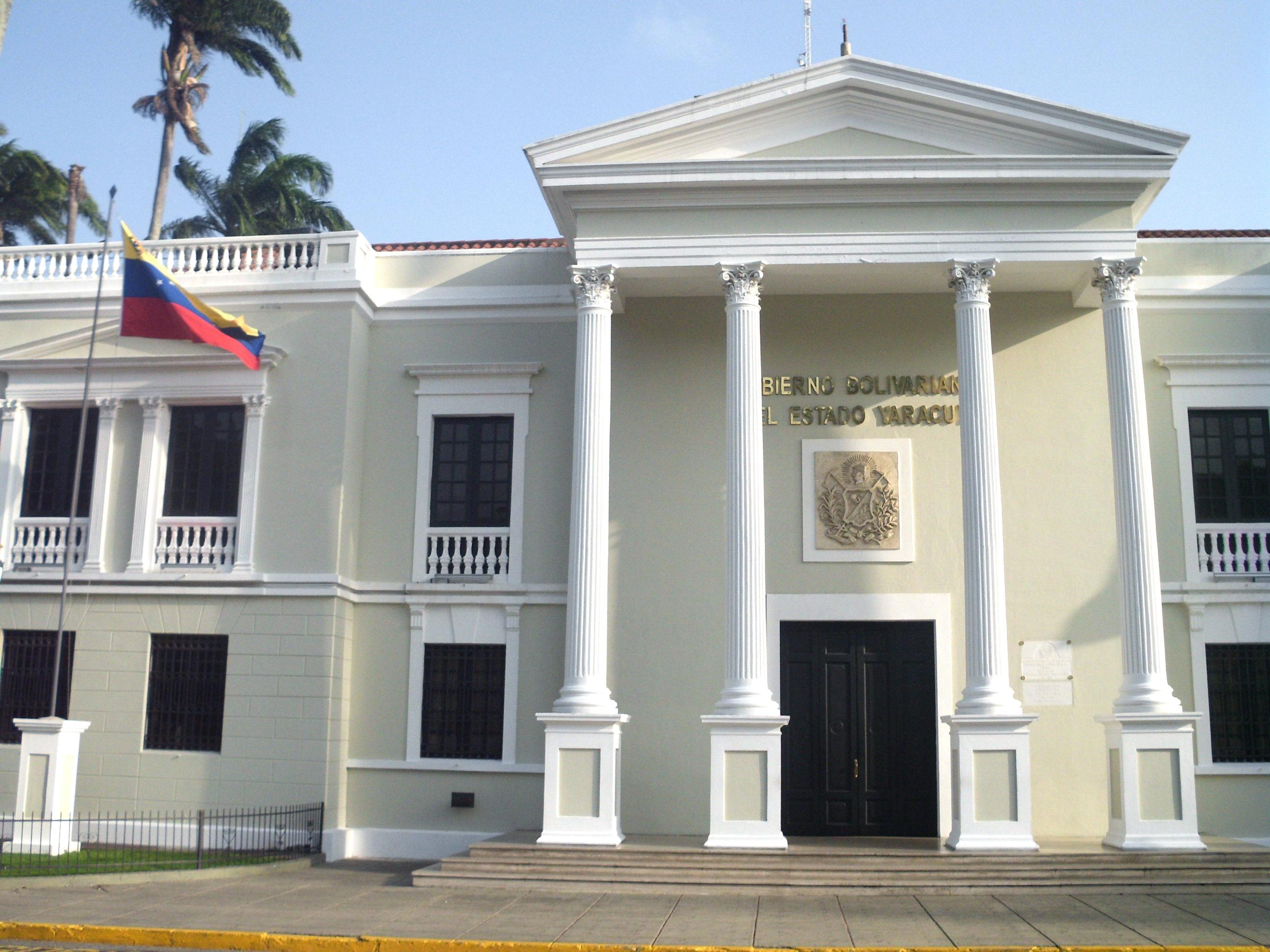
Palacio de Gobierno del Estado Yaracuy, situado frente a la Plaza Bolívar en la Avenida Caracas.

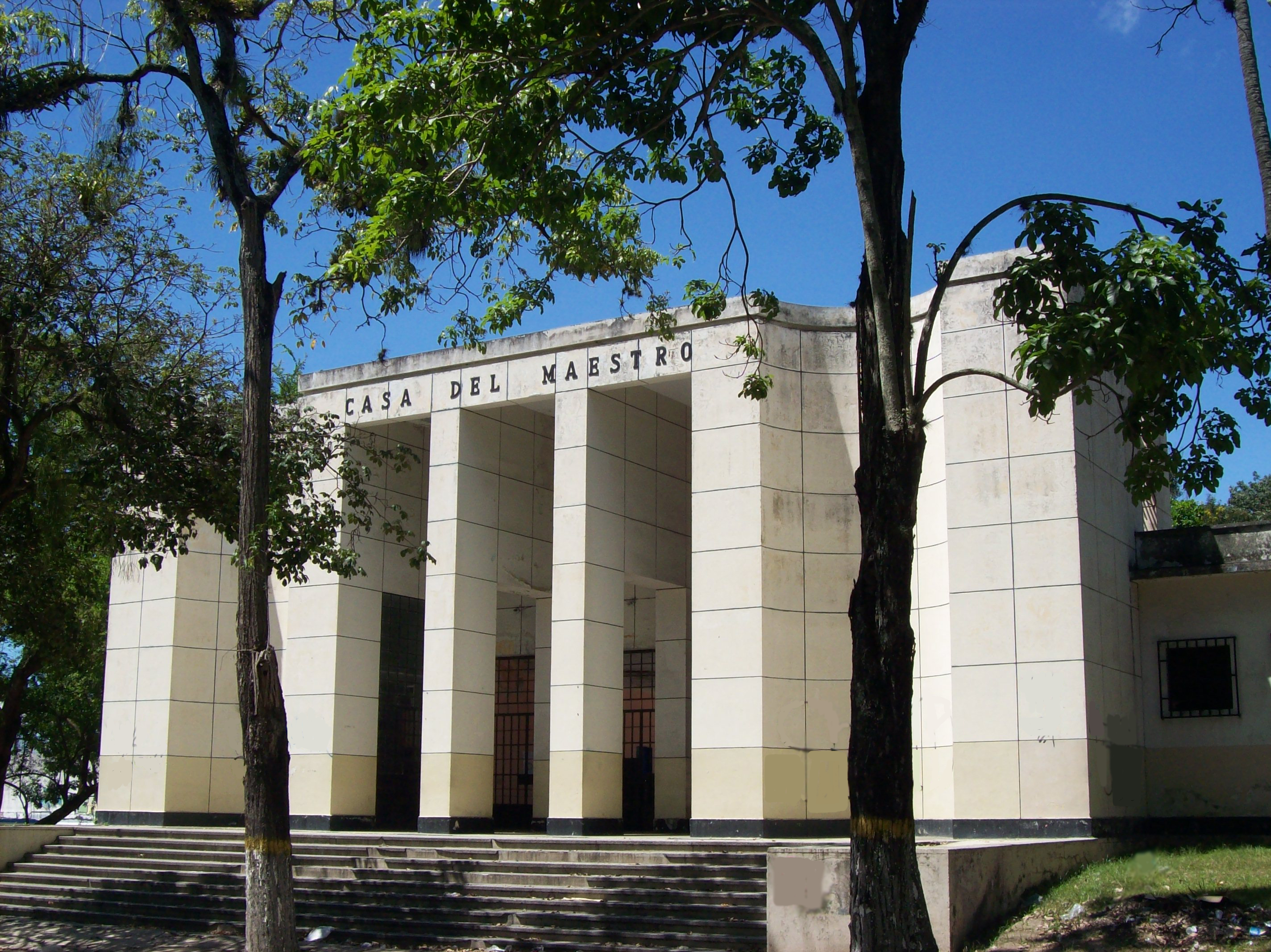
Edificio de la Casa del Maestro, situada en la Avenida Libertador, la cuál fue declarada por el Ministerio del Poder Popular para la Educación como patrimonio cultural para el Municipio San Felipe y para el Estado Yaracuy.

EducaciónSegún datos del Ministerio del Poder Popular para la Educación, San Felipe es una ciudad estudiantil con un importante porcentaje de sus habitantes dentro de las aulas de clases, especialmente en el área universitaria (20-30% de la población) y con una tasa de alfabetismo del 97%. En la ciudad se encuentran diferentes instituciones de educación superior como universidades, núcleos universitarios, institutos politécnicos, y colegios universitarios. Una de las instituciones más antiguas es la República de Nicaragua, el cual lleva su  nombre en honor al país de Centroamérica.

### Educación Superior
En lo que a la enseñanza superior universitaria se refiere, en la ciudad se encuentran trece universidades.
- Universidad Politécnica Territorial de Yaracuy; fundada el 5 de marzo de 1974 por el presidente Rafael Caldera.[47]
- Universidad Nacional Experimental de Yaracuy; ubicada en la Avenida La Fuente, en el Municipio Independencia.[48]
- Universidad Fermín Toro Núcleo San Felipe; sede en la ciudad de la Universidad Fermín Toro, fundada el 9 de mayo de 1989 en Barquisimeto, Venezuela.[49]
- Universidad Nacional Abierta.
- Universidad Nacional Experimental Simón Rodríguez.
- Universidad Nacional Experimental Francisco de Miranda.
- Colegio Universitario de Administración y Mercadeo.
- Universidad Nacional Experimental Politécnica de la Fuerza Armada.
- Universidad Bolivariana de Venezuela.
- Instituto Universitario de Tecnología Antonio José de Sucre.
- Instituto de Mejoramiento Profesional del Magisterio.
- Instituto Universitario Pedagógico Monseñor Arias.
- Universidad Pedagógica Experimental Libertador.

## Cultura

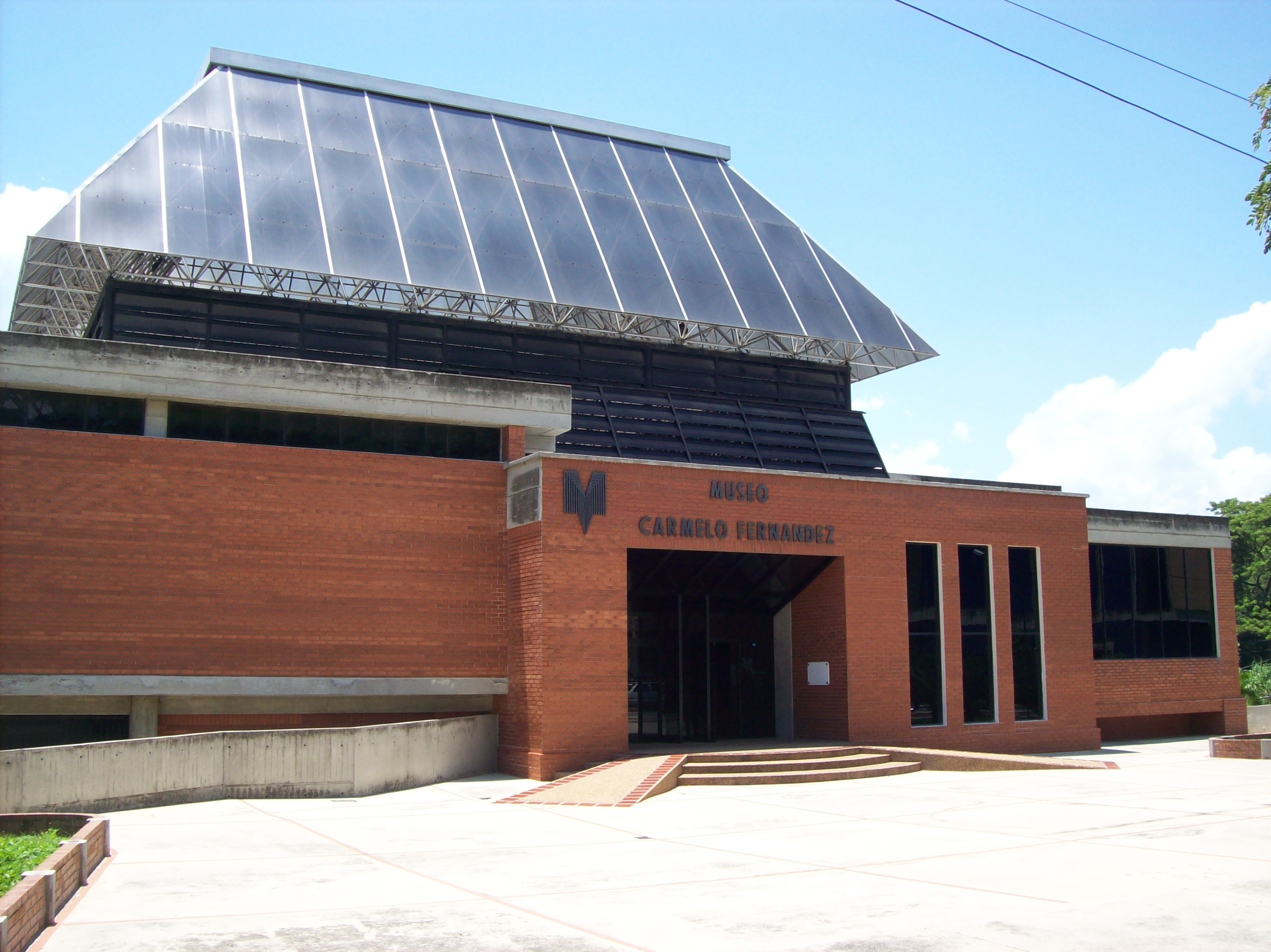
El Museo Carmelo Fernández, construido en 1982, situado en la Avenida Libertador en el Municipio San Felipe.

Ferias de San FelipeCreada el 1 de mayo de 1731 cuando se instaló el primer cabildo en San Felipe, estas se iniciaban con una misa, la procesión del santo por la tarde; actividades en la que se fue involucrando al pueblo que comenzó a agregarle festejos populares: palo ensebado, cochinos enmantados, se celebra durante la primera semana de mayo en honor al santo patrono de la ciudad, San Felipe Apóstol.
ActividadesLa Cultura de San Felipe se encuentra relacionada con la historia, el pasado de la ciudad y sus tradiciones. San Felipe se caracteriza por sus tradiciones bien conservadas y particularmente pausadas. Es principalmente conocida por la cantidad de parques y edificios antiguos entre ellos y el más famoso, la Catedral de San Felipe Apóstol, diseñada por el arquitecto venezolano Erasmo Calvani en 1973.
InfraestructuraSan Felipe cuenta con el Complejo Cultural Andrés Bello, en el cual se ubican las siguientes edificaciones, entre ellos, el Teatro Jacobo Ramírez, construido en 1982, es una instalación de arquitectura moderna que posee una capacidad aproximada para 1000 personas. Se caracteriza por ser de fácil accesibilidad y poseer buenos servicios. Desde su fundación, es vital escenario de espectáculos folclóricos, culturales, de eventos científicos, académicos y sociales en el Estado Yaracuy. Entre otros se encuentra el Museo Carmelo Fernández, construido en 1982, cuando fue inaugurado como parte inicial de un Plan de Desarrollo de la Música en el Estado Yaracuy, siendo su primera sede una casona estilo colonial, ubicada en la 4.ª. Av. entre Av. Caracas y Calle 11.
Manifestaciones culturalesSan Felipe cuenta con una cantidad de manifestaciones culturales de índole religioso como la Quema del Judas, el Niño Dios y la Invención de la Santa Cruz y otros eventos como las corrida de toros.

### Etnografía
La ciudad ha tenido una fuerte afluencia histórica de inmigrantes, tanto de otras zonas de Venezuela, como inmigrantes provenientes de Europa y Latinoamérica. Antes de los recientes éxodos debido a la Crisis migratoria venezolana se contabilizó amplia comunidad extranjera, entre los que destacan principalmente la comunidad de origen chino y árabe, seguidos de la italiana, portuguesa, colombiana y peruana. Según el censo de 1990, poco más del 8% de la población de la ciudad (un poco más de 11 000 habitantes) era de procedencia extranjera.

## Deportes

### Infraestructura deportiva
La ciudad deportiva de San Felipe se sitúa en la Avenida Ravell en el Municipio Independencia, la cual forma parte del Área Metropolitana de la ciudad, ha albergado y celebrando en ella, importantes eventos como los Juegos Deportivos Nacionales de Venezuela, la Copa América 2007, los XXI Juegos Centroamericanos y del Caribe, la Copa Libertadores de América, la Copa Venezuela y la Liga Venezolana de Béisbol Profesional. 
La ciudad deportiva posee accesorios tales como, pista para saltos largos, pista de salto en garrocha, óvalos de lanzamientos de balas, martillo y jabalina, Salto de altura y arquerías, y posee una infraestructura deportiva de práctica para una gran variedad de deportes tradicionales entre los que se destacan el Tenis y la natación, el anteriormente mencionado fútbol, y para el baloncesto, béisbol, el rugby y una variedad nacional de juegos como las bolas criollas.

### Clubes deportivos
- Fútbol: Yaracuyanos Fútbol Club (Segunda División de Venezuela)[55]
- Fútbol: Yaracuy Fútbol Club (Segunda División de Venezuela)[56]

| Predecesor: Lima | Ciudad Sudamericana 1994 | Sucesor: Cuenca |

## Transporte

### Transporte público

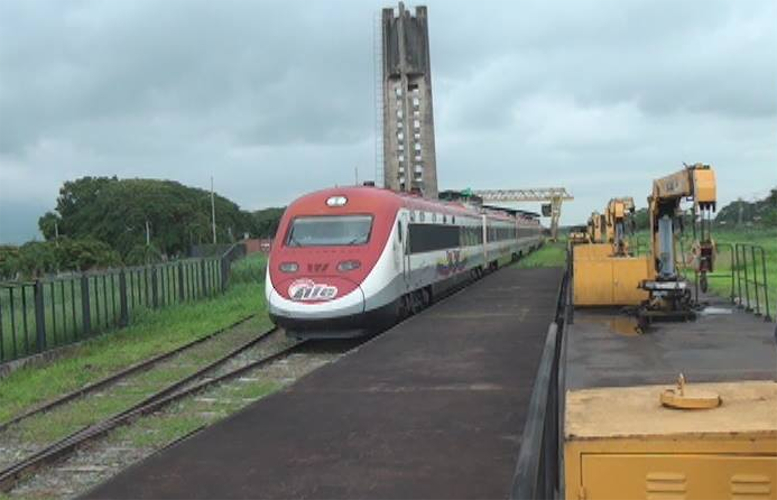
La Estación Chivacoa, situada en Chivacoa a 25 km de San Felipe, siendo la más cercana a ella, la cual brinda servicios a la ciudad, a Yaracuy y a Barquisimeto.

Existe un sistema de transporte público de líneas urbanas en la ciudad con trayectos preestablecidos, la cual la conectan con su Área metropolitana recorriendo las distintas avenidas de San Felipe y cubriendo un gran porcentaje de la misma. Igualmente se encuentran los microbúses, los cuales cuentan con veinticuatro puestos con el mismo sistema.
Asimismo, existen varias rutas de buses pertenecientes a la fábrica china Yutong con sede en la ciudad, inaugurado por el presidente Nicolás Maduro a través de las Misiones diplomáticas de Venezuela y China. Esta comenzó con dos líneas que cubren las rutas San Felipe-Albarico y San Felipe-Cocorote, posteriormente fueron incorporadas al sistema las líneas tres, cuatro, cinco y seis, conectando la ciudad con el Municipio Veroes, el Municipio Sucre, el Municipio Arístides Bastidas, el Municipio Bruzual y el Municipio La Trinidad. Además, se activó una línea especial que tiene la ruta Ciudadela-San Felipe y otra que cubre la ruta San Felipe-Barquisimeto.

### Transporte ferroviario
Desde mayo de 2018, San Felipe cuenta con conexión por ferrocarril con estaciones en Chivacoa y Yaritagua, al norte de la ciudad con destino a Barquisimeto, Estado Lara. La conexión fue posible al finalizar la construcción del puente de 70 metros sobre la quebrada La Ruezga. La conexión permite el transporte de pasajeros y especialmente de carga para que las exportaciones sean llevadas a Cabudare y al puerto marítimo internacional de Puerto Cabello.

### Terminal de Pasajeros Terrestres
El principal transporte público disponible en San Felipe es el autobús, con puntos de partida en la terminal de autobuses de la Terminal de Pasajeros de Independencia, la estación de transporte terrestre más grande del Estado Yaracuy, se encuentra en el Municipio Independencia y cuenta con salidas a todos las capitales municipales del Estado Yaracuy, como salidas nacionales a San Cristóbal, Cabimas, Ciudad Ojeda, Maracaibo, Santa Bárbara del Zulia, Caja Seca, Trujillo, Boconó, Valera, Barinas, Barquisimeto, Coro, Punto Fijo, Puerto Cabello, Valencia, Maracay, Caracas, Los Teques, Puerto La Cruz, Cumaná, Ciudad Bolívar y Puerto Ordaz.
El segundo terminal de transporte en San Felipe, es el Terminal de Pasajeros de San Felipe en el Municipio San Felipe, las cuales la conectan con ciudades periféricas como Chivacoa, Guama, San Pablo y Boraure.
En noviembre de 2021, el gobernador Julio León Heredia integró 20 nuevas unidades de la fábrica china Yutong a la ciudad.

### Transporte aéreo
San Felipe cuenta con los servicios del Aeropuerto Subteniente Néstor Arias, ubicado en Las Flores en el Municipio Cocorote y el cual sirve a la ciudad, es un aeropuerto de pequeña capacidad y es utilizado tanto para aviones militares como civiles, funciona solo para vuelos privados y aeronaves de pequeña envergadura.

## Patrimonio

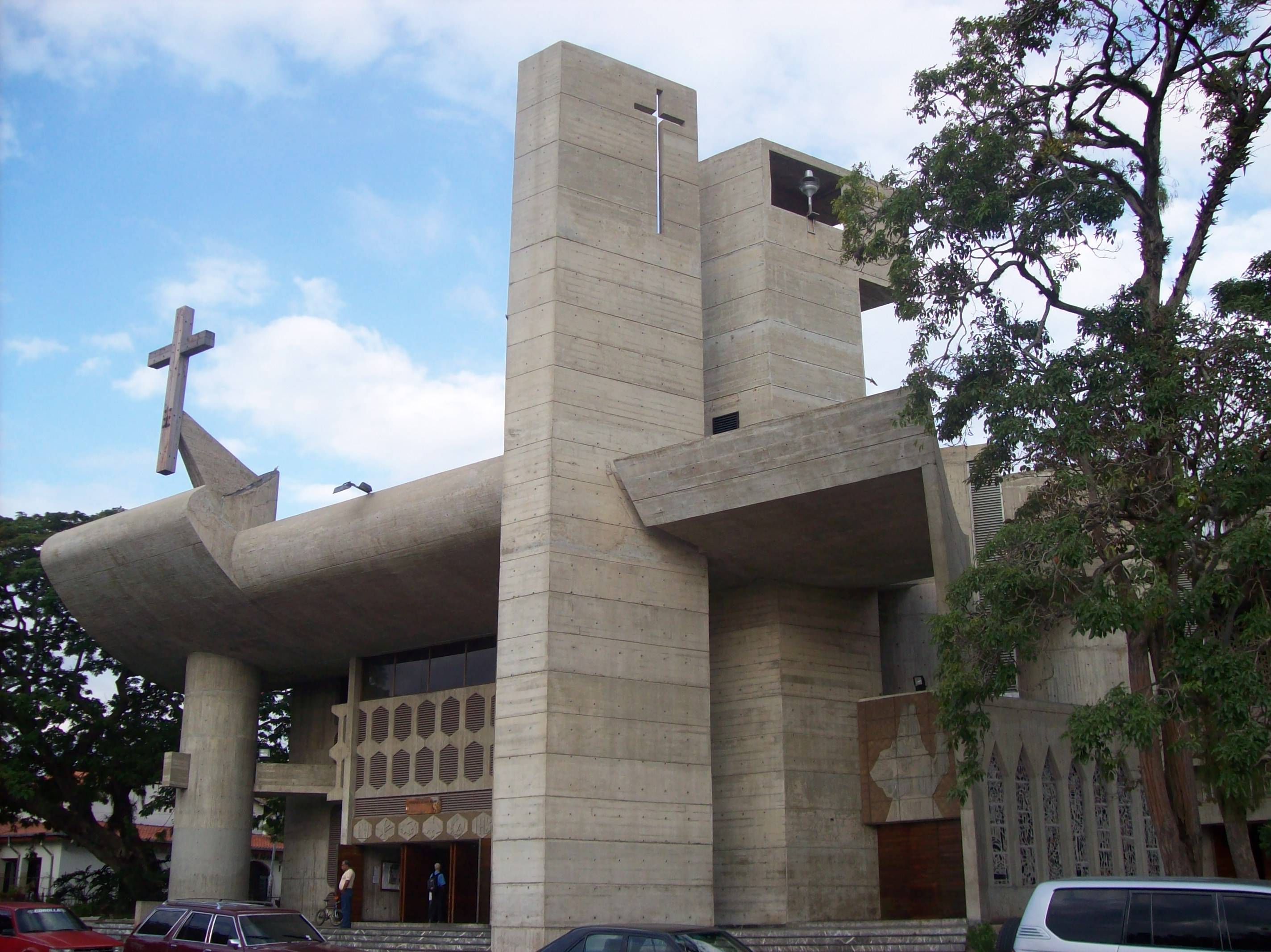
La Catedral de San Felipe, inspirada en la Capilla Notre Dame du Haut del arquitecto y teórico de la arquitectura suizo Le Corbusier, ubicada en la ubicada en la Avenida Caracas.

HistoriaSan Felipe es centro de numerosas plazas antiguas, casas coloniales, iglesias, bosques, paisajes y demás estructuras edilicias históricas las cuales conforman sus principales sitios de interés. Unido a su desarrollo educativo, promovido por su principal universidad, ha contribuido a la creación de museos, bibliotecas y centros de estudios, pero su patrimonio cultural más importante en la actualidad son:

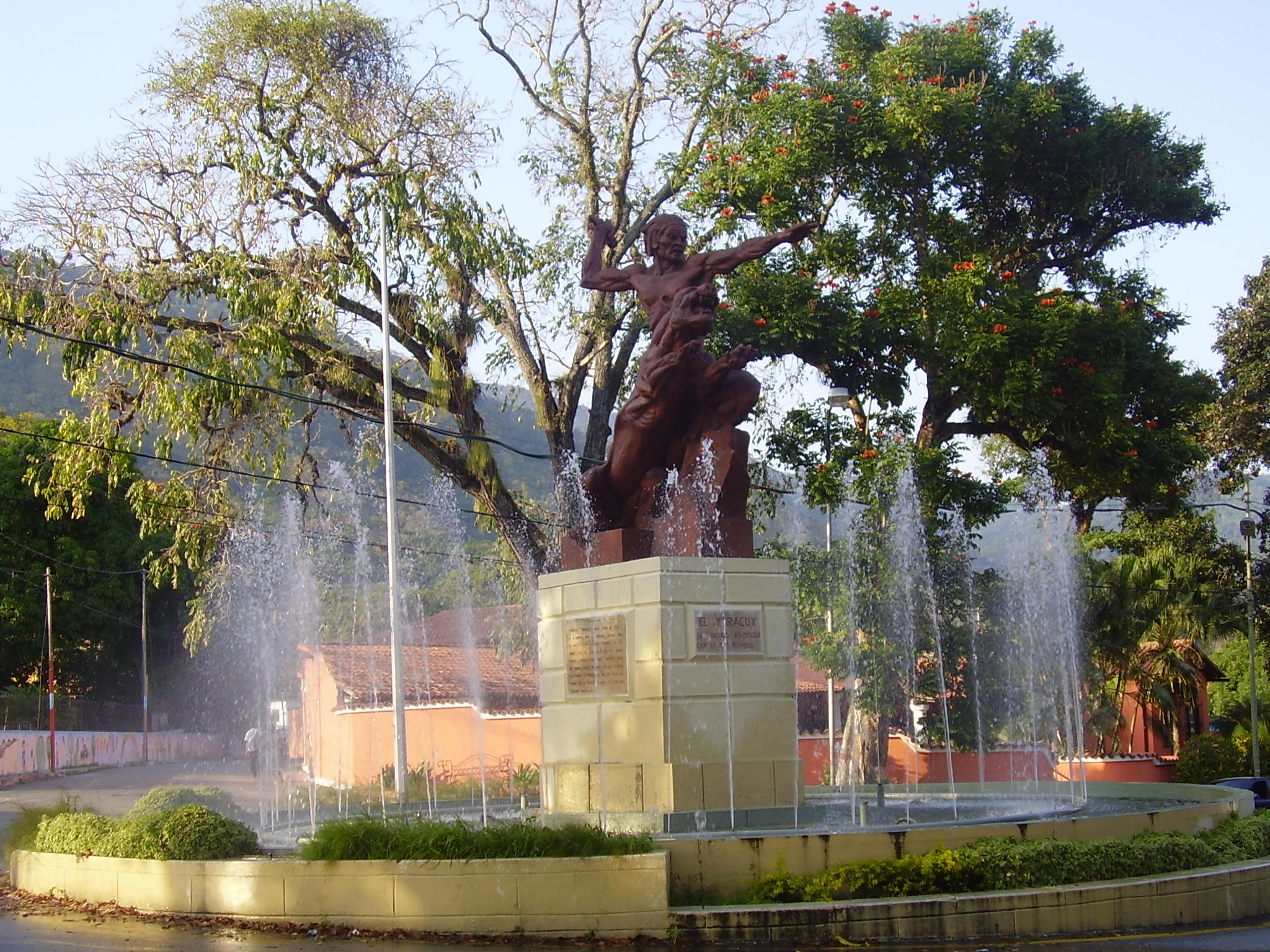
Monumento Indio Yaracuy, mito del Estado Yaracuy que lleva su nombre.

- Catedral de San Felipe: fue diseñada por el arquitecto venezolano Erasmo Calvani,[71] decorada por los artistas Luis Guevara Moreno, Guillermo Márquez y González Bogen, con vitrales representativos de episodios bíblicos, inaugurada el 7 de julio de 1973. Su arquitectura fue inspirada en la Capilla Notre Dame du Haut del arquitecto y teórico de la arquitectura suizo Le Corbusier.[72][73][74]
- Monumento Indio Yaracuy: Monumento en honor al Cacique Yaracuy, ubicado frente a la Residencia de Gobierno del Estado Yaracuy, construido por el escultor venezolano Alejandro Colina en 1952 en San Felipe.[75]
- Parque nacional Yurubí: Está ubicado al norte de San Felipe, fue fundado el 18 de marzo de 1960 en el Estado Yaracuy creado para proteger la cuenca del Río Yurubí, el cual es la fuente de agua dulce de la ciudad.
- Parque de la Exótica Flora Tropical: es un jardín botánico con más de 2500 variedades de plantas provenientes de Colombia, Ecuador, Brasil, Panamá, Nicaragua, Madagascar, Costa Rica, Tailandia, Singapur, China y Australia, fundamentalmente heliconias, gingers, bromelias y orquídeas arreglados en un recorrido de 4,5 kilómetros situado en el valle del Río Yaracuy, en el Estado Yaracuy de Venezuela.[76][77]

## Ciudades hermanadas
San Felipe en el marco de la integración cultural, ha firmado diversos acuerdos de hermanamiento y cooperación que la han unido en hermandad a otras localidades alrededor del mundo.
- San Cristóbal, Venezuela
- Tovar, Venezuela
- Santa Ana de Coro, Venezuela
- Boconó, Venezuela
- Río Gallegos, Argentina
- La Paz, Bolivia
- Talca, Chile
- San Felipe, Chile
- San Felipe, Texas, Estados Unidos
- San Felipe, Guanajuato, México
- San Felipe, Yucatán, México
- Cartagena de Indias, Colombia
- Charleville-Mézières, Francia
- La Chaux-de-Fonds, Suiza
- Versalles, Francia
- Anklam, Alemania
- Roma, Italia
- Cuenca, Ecuador
- Zhengzhou, Henan, China